# Trinaesta beogradska gimnazija
Trinaesta beogradska gimnazija je gimnazija sa dugom tradicijom koja se nalazi na Banovom brdu i osnovana je 1941. kao realna gimnazija, mada je kroz svoju istoriju često menjala nazive.

## Istorija

### Državna realna gimnazija
Gimnazija je osnovana u jesen 1941. kao „Državna nepotpuna mešovita realna gimnazija” na Banovom Brdu u Beogradu sa četiri razreda i smeštena je u prostorije osnovne škole „Matija Ban” (danas osnovna škola „Josif Pančić”). Gimnazija na Banovom brdu započinje rad sa 524 učenika u popodnevnoj smeni, dok je pre podne u istoj zgradi radila osnovna škola. S obzirom na Hitlerovu okupaciju Jugoslavije, sprovedene su određene promene u nastavnom planu kao što su uvođenje nemačkog jezika 3 časa nedeljno, ali i stavljanje veronauke u prvi plan i preimenovanje srpsko – hrvatsko – slovenačkog u srpski. Prikazuju se filmovi o uspesima nemačke armije na istočnom frontu koje je bilo obavezno gledati i otpuštaju se zaposleni za koje se sumnja da su simpatizeri komunizma.

##### Nastava u ratnom periodu
| Broj učenika   | Broj učenika      | Broj učenika    | Broj učenika   |
| -------------- | ----------------- | --------------- | -------------- |
| školska godina | na početku godine | na kraju godine | broj odeljenja |
| 1941—42.       | 524               | 482             | 11             |
| 1942—43.       | 559               | 522             | 12             |
| 1943—44.       | 594               | 578             | 12             |

Tokom tih godina je nastava bila znatno otežana i gotovo onemogućena. Aprila 1944. škola se seli u Žarkovo, gde je radila uglavnom pod vedrim nebom.

#### Rad u oslobođenoj zemlji
Iako je Srbija oslobođena 1944/45, Trinaesta gimnazija nije počela sa radom 15. septembra usled najavljenih borbi za konačno oslobođenje Beograda. Nakon što je Srbija konačno izborila nezavisnost, „Dvanaesta mešovita gimnazija” (kako se tada nazivala) je u martu imala 696 učenika raspoređenih u 11 odeljenja (broj učenika se kretao od 60—68 po odeljenju). Nastava je produžena do kraja juna kada su održani i ispiti.

### Trinaesta beogradska gimnazija
Od marta 1964. godine, današnja Trinaesta beogradska Gimnazija rad počinje pod nazivom „Gimnazija – Beograd” i podignuta je nova zgrada u kojoj se i danas održava nastava. U jesen 1965. godine, uređeno je školsko dvorište i zasađeno je 100 stabala i sadnica, a naredne godine je podignuta ograda oko školskog dvorišta. Početak radova je bio otežan, pa se za to vreme, privremeno, nastava držala u hemijskoj školi. Do useljenja u novi objekat došlo je 20. oktobra 1964. godine. Škola je nosila naziv „Gimnazija Beograd”. Prve i druge školske godine, u novoj zgradi, gimnazija je radila u jednoj, a upravno-administrativna škola u drugoj smeni. Bez kabineta, fiskulturne sale, sportskih terena, biblioteke i većeg broja profesora, ona je bila samo nužni smeštaj za 427 učenika i 13 profesora. U toku prve školske 1964/65. godine, osnovano je Sportsko društvo za fizičku kulturu „Banovac”. U proleće 1968. godine odigrana je utakmica između prvog tima Crvene Zvezde i XIII beogradske gimnazije. Ekipu sastavljenu od učenika Gimnazije predvodili su njihovi drugovi Dragan Džajić i Stanislav Karasi, tadašnji prvotimci Crvene Zvezde i državne reprezentacije Jugoslavije. Godine 1965. je za direktora izabrana profesorka Mirjana Čabrić.

### Škola za usmereno obrazovanje i vaspitanje „Beogradski bataljon”
Zakon o obrazovanju i vaspitanju iz 1976. godine, u cilju pripreme đaka za proizvodna zanimanja, dovodi do promena obrazovnog sistema i uvodi obavezno usmereno obrazovanje. I i II razred školovanja su predstavljale zajedničku osnovu srednjeg usmerenog obrazovanja, dok su III i IV razred imali za cilj pripremu za određena zanimanja. XIII Beogradska gimnazija upisala je 1977/78. prvu generaciju đaka po novom sistemu u okviru koga je postojalo obaveznih 10 radnih dana proizvodnog rada u OUR-ima (Organizacija Udruženog Rada). Školske 1979/80. škola je upisala đake u okviru 4 struke i 9 zanimanja: Kultura i javno informisanje, prevodilačka struka, matematičko-tehnička struka i prirodno-tehnička struka uz obaveznu 4—5-nedeljnu praksu u radnim organizacijama. Godine 1980. škola je promenila naziv u Škola za usmereno obrazovanje i vaspitanje „Beogradski bataljon”. Deset godina nakon usvajanja zakona uvidelo se da reforma ima manjkavosti. Potrebe privrede nisu bile usaglašene sa školovanjem kadra, te je veliki broj svršenih đaka ostajao bez posla. Istovremeno je nastavni kadar prolazio kroz niz poteškoća u procesu preobražaja školskog programa sa jednog (gimnazijskog) na drugi (privredni) nivo. Zakonom iz 1986. godine XIII beogradska gimnazija se delimično vratila na stari sistem i obrazovala učenike kako za rad tako i za nastavak fakultetskog obrazovanja. Učenici su se upisivali na dva smera: prirodno - matematički i društveno - jezički. Škola je proširena uz dogradnju jednog sprata, čime se dobilo deset novih kabineta i sala za svečanosti. Škola je osvojila niz nagrada na opštinskim, gradskim i republičkim takmičenjima. Godine 1989. ukidaju se zajedničke osnove i usvaja kompromisno rešenje između usmerenog obrazovanja i gimnazije.

### Povratak gimnaziji
Školske 1990/91. godine, zakonom o srednjem obrazovanju u vaspitanju, vraćena je gimnazija. Iz nastave je izbačen predmet marksizam i socijalističko samoupravljanje, a nastavni sadržaj osnova tehnike i proizvodnje zamenjene su osnovama informatike i računarstva. Umetnost se delila na dva posebna predmeta — likovna i muzička kultura. U nastavu su ponovo vraćeni predmeti filozofija, sociologija i psihologija, a uveden je i predmet ustav i prava građana. Pomenuti predmeti i mnogi drugi doživeli su promene unutar sadržaja. Odbrana i zaštita imala je i dalje teoretsku i praktičnu obuku, ali će ona biti konačno ukinuta školske 1994/95. Tokom susreta direktora, održanog u Prvoj beogradskoj gimnaziji, obnovljen je rad Zajednice gimnazija Srbije, čiji je cilj rešavanje problema u radu u novim uslovima.
Septembra 1991. godine školi je vraćen nekadašnji naziv Trinaesta beogradska gimnazija. Iste školske 1991/2. godine rad u školi je bio izuzetno otežan usled ratova u Hrvatskoj i Bosni i Hercegovini i secesije Slovenije.
Naredna školska 1992/3. godina počela je u znaku mnogih promena i problema kao što su nedostatak grejanja, pa se nastava odvijala u jako teškim uslovima sve do zimskog raspusta. Školske 1996. godine bio je veliki štrajk u istoriji školstva u Srbiji. I naredne dve godine protekle su u znaku povremenih štrajkova, nezadovoljstava i nesuglasica.

### Gimnazija u novom veku
Školsku 2000/01. godinu karakterisala je neplanirana obustava rada, štrajkovi upozorenja i bojkotovanje nastave. Rad direktora u tom periodu je bio intenzivan kako bi se pronašlo rešenje za uspešno privođenje kraja školske godine uz podršku članica školskog odbora i predstavnika Ministarstva prosvete Srbije. Na predlog kolektiva za vršioca dužnosti direktora imenovana je profesorka Radmila Gošević. Nastavna godina je privedena kraju uz skraćene časove.

### Hronologija
- Maj 1964 — podignuta je zgrada u kojoj se i danas održava nastava. Trinaesta beogradska gimnazija počinje rad pod nazivom „Gimnazija-Beograd”.
- 1965 — uređeno je školsko dvorište i zasađeno je 100 stabala i sadnica
- 1977/78 — škola upisuje prvu generaciju đaka po novom sistemu u okviru kojeg postoji obaveznih 10 radnih dana proizvodnog dana u Organizaciji Udruženja rada
- 1979/80 — škola upisuje đake u okviru 4 struke i 9 zanimanja
- 1980 — škola menja naziv u Škola za usmereno obrazovanje i vaspitanje „Beogradski bataljon”
- 1986 — Trinaesta beogradska gimnazija se delimično vraća na stari sistem i učenici se upisuju na dva smera: prirodno - matematički i društveno-jezički
- 1989 — ukidaju se zajedničke osnove i usvaja kompromisno rešenje između usmerenog obrazovanja i gimnazije
- 1990/91 — zakonom o srednjem obrazovanju vraćena je gimnazija
- 1991 (septembar) — školi je vraćen nekadašnji naziv Trinaesta beogradska gimnazija
- 1996 — veliki štrajk u istoriji školstva u Srbiji

## Sekcije
Trinaesta gimnazija ima sledeće sekcije:
- Dramska sekcija;
- Novinarska sekcija;
- Hemijska sekcija;
- Biološka sekcija;
- Likovna sekcija;
- Kineski jezik;
- Crveni krst;
- Sportska sekcija;
- Internet;
- Planinarska sekcija;
- Frankofono pozorište;
- Informatička sekcija.

## Poznati učenici i profesori
Trinaestu beogradsku gimnaziju su pohađali sledeći učenici i profesori:
- Milovan Danojlić — pisac i akademik. Objavio je 67 knjiga pesama, eseja, zapisa. Dobitnik je 27 nagrada kao sto su „Zmajeva”, „Ninova”, član SANU
- Prof. dr Vojislav Ilić — pisac, profesor gimnazije u periodu 1941—1959. godine. Bavio se pisanjem poezije i proze.
- Dušan Matković — predsednik u vladi Srbije krajem 20. veka
- Ivan Mastilović — član alpinističke ekspedicije koja je išla na Himalaje.
- Milica Pešić — novinar Bi-Bi-Si-a.
- Olivera Jovičević — novinarka koja danas vodi jednu od najgledanijih emisija na RTS 1 — „Upitnik”.
- Maja Žeželj — TV voditelj, voditelj dnevnika na N1
- Svetislav Goncić — glumac
- Dragana Ognjenović — kostimograf, modni kreator
- Goran Živanović — golman „FK Crvena zvezda”
- Dragan Tešić — predsednik Opštine Čukarica od 2003. do 2008. godine.
- Miloš Soldatović — poznati kamerman
- Dragan Kolundžija — pesnik
- Đorđe Rašeta — stručnjak za satelitske komunikacije
- Dragan Džajić — direktor „FK Crvena Zvezda”, osvojio srebro na Evropskom prvenstvu 1968.
- Biljana Vilimon — slikarka
- Milan Delčić Delča — muzičar, dramaturg i televizijski voditelj
- Danica Prodanović — farmaceutkinja, naučnica i pevačica, predstavljala Srbiju na Pesmi Evrovizije 2011.
- Maja Sabljić — glumica
- Dejan Tomašević — košarkaš, osvajač srebrne medalje na Olimpijskim igrama 1996. godine, svetski i evropski šampion
- Nenad Puljezević — srpsko-mađarski rukometni golman
- Darko Tomović - srpski pozorišni i filmski glumac
- Dr Dragana Antonović - arheološkinja, bivši predsednik SAD (Srpsko arheološko društvo)

## Spoljašnje veze
- Zvaničan sajt Trinaeste beogradske gimnazije